# Wartburg (samochód)
Wartburg – marka samochodów produkowanych w latach 1955–1991 w zakładach VEB Automobilwerk Eisenach w dawnej Niemieckiej Republice Demokratycznej.
Po II wojnie światowej, w wyniku podziału Niemiec, koncern BMW utracił swoją główną wytwórnię samochodów w Eisenach – znalazła się ona na terenie wschodnich landów. „Nowi właściciele” początkowo kontynuowali produkcję przedwojennych samochodów BMW pod marką EMW (potem IFA).
Produkowano następujące modele Wartburga:
- 311/313/1000  (1955–1965)
- 312  (1965–1967)
- 353  (1966–1989)
- 1.3  (1988–1991)

Wersje z lat 1955–1989 napędzane były za pomocą dwusuwowego silnika R3, dopiero od października 1988 roku montowano nowocześniejszą jednostkę czterosuwową konstrukcji Volkswagena.
1 stycznia 2015 roku w Niemczech zarejestrowane były 7244 Wartburgi.

## Geneza
Produkcję pierwszego pojazdu w fabryce w Eisenach, Wartburga, rozpoczęto w 1898 roku na licencji francuskiego Decauville. Był to nieduży pojazd napędzany czterosuwowym silnikiem o pojemności 0,8 l. Cena samochodu wynosiła 3500-3950 złotych marek. W 1928 roku zakłady zostały wykupione przez BMW, po II wojnie światowej trafiły w ręce radzieckie, zaś w 1952 roku zostały upaństwowione.
W roku 1953 przeniesiono produkcję pojazdu IFA F9 (bliźniaczego do DKW F89) ze Zwickau do Eisenach. W 1955 roku zakończono produkcję BMW z sześciocylindrowym silnikiem czterosuwowym, co zapoczątkowało w zakładach erę silników dwusuwowych.

## Wartburg 311, 312/1000, 313

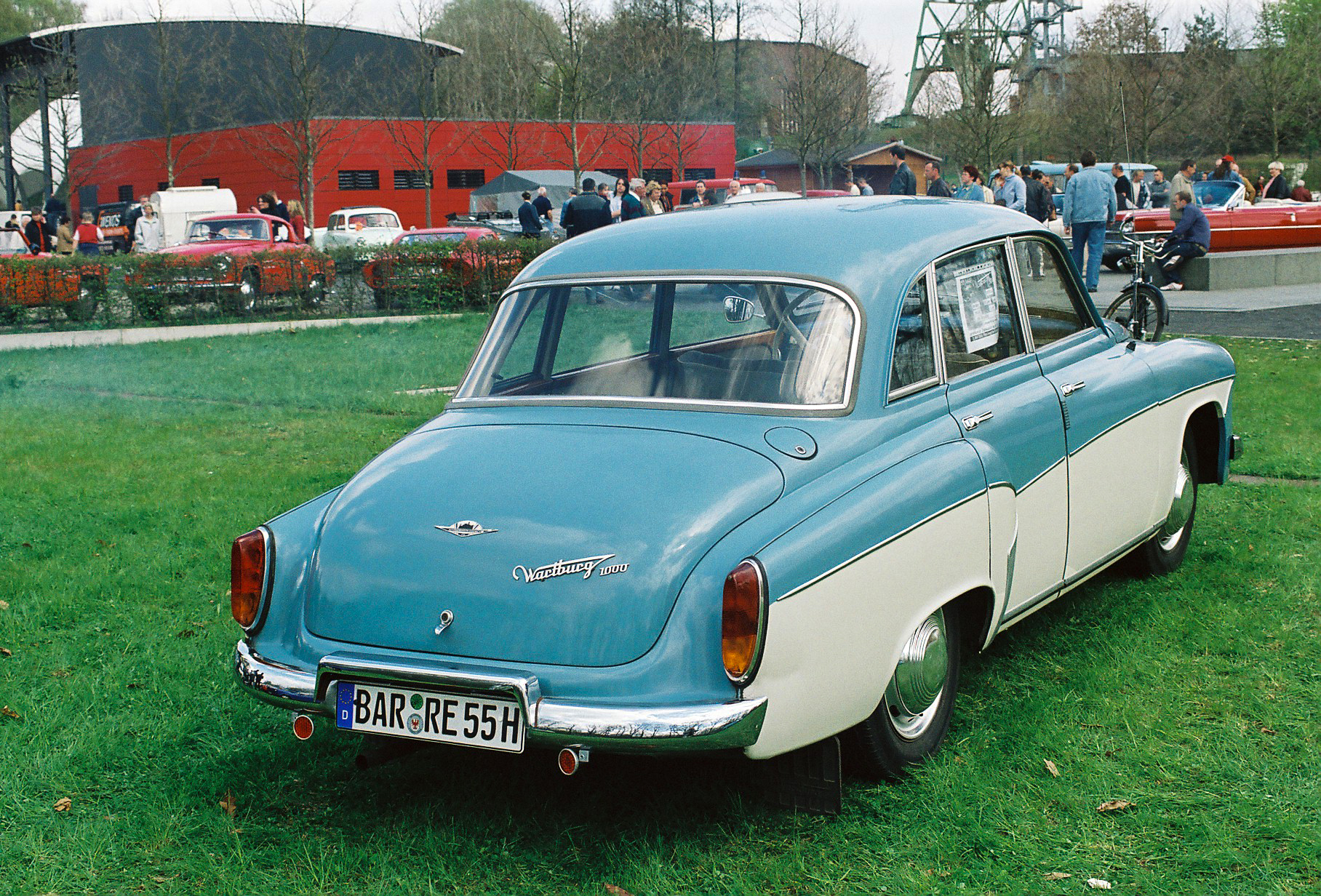
Tył Wartburga 311

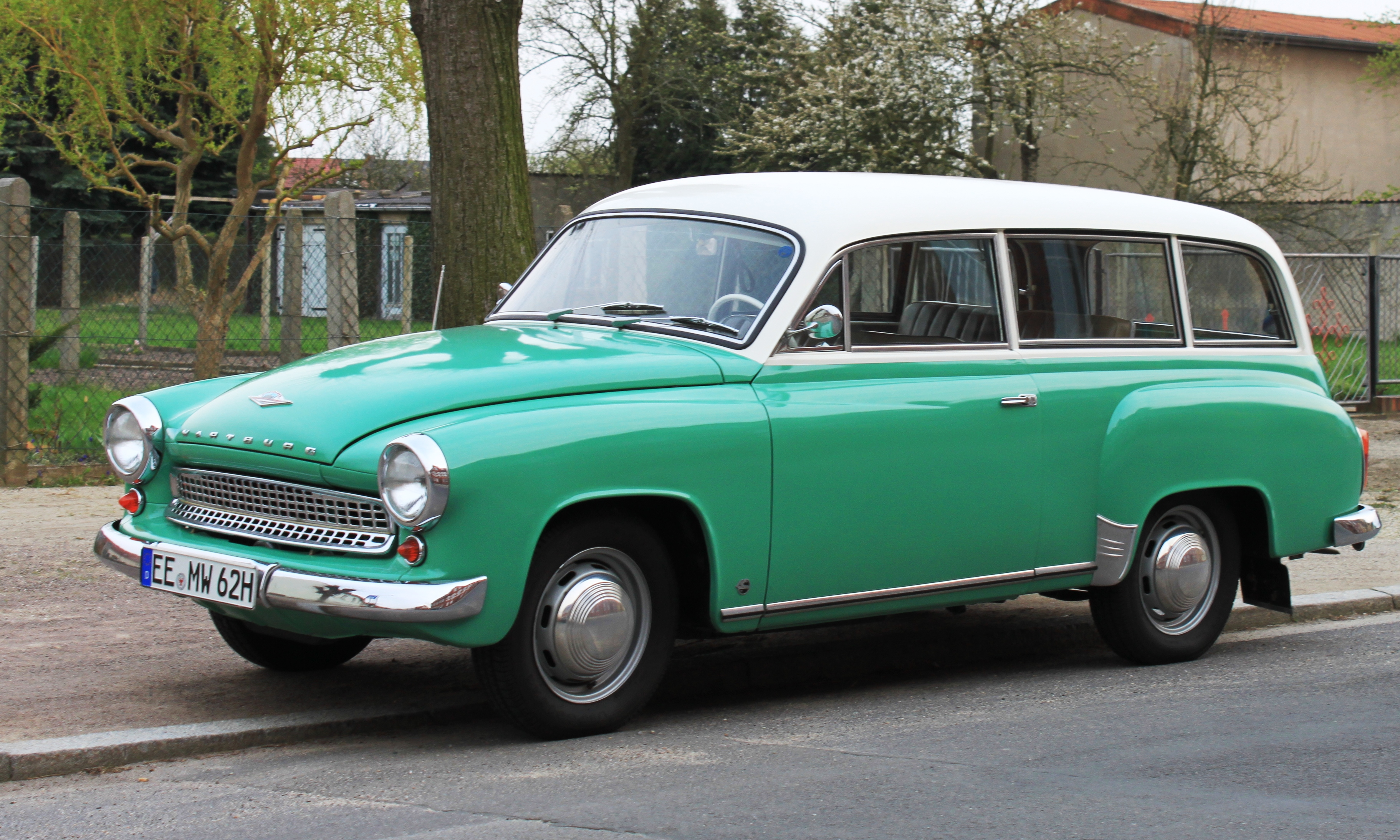
Wartburg 311 kombi

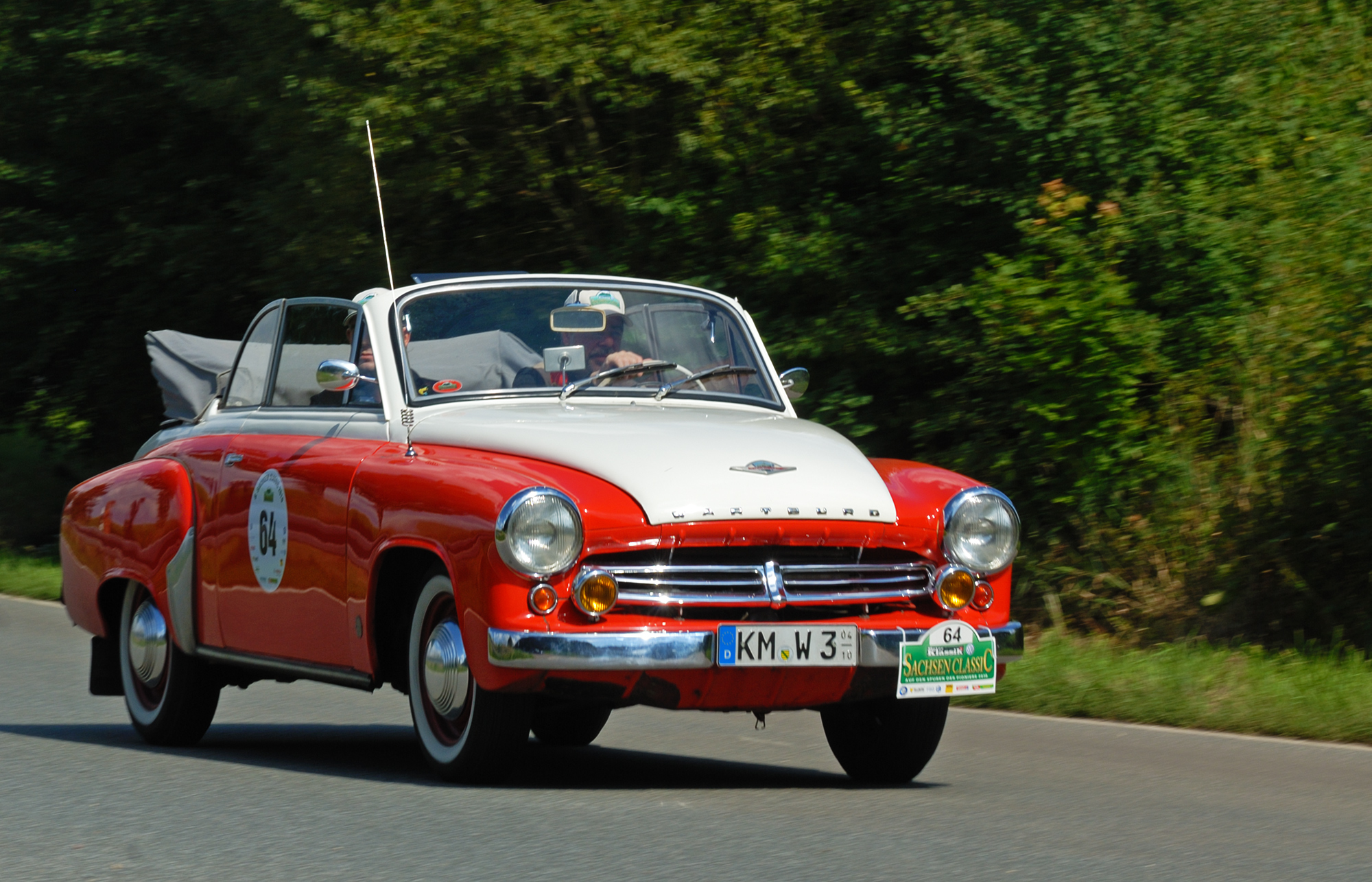
Wartburg 311-2 cabrio

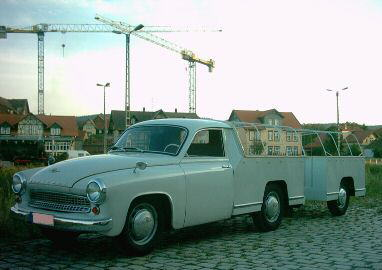
Wartburg 311-7 pickup

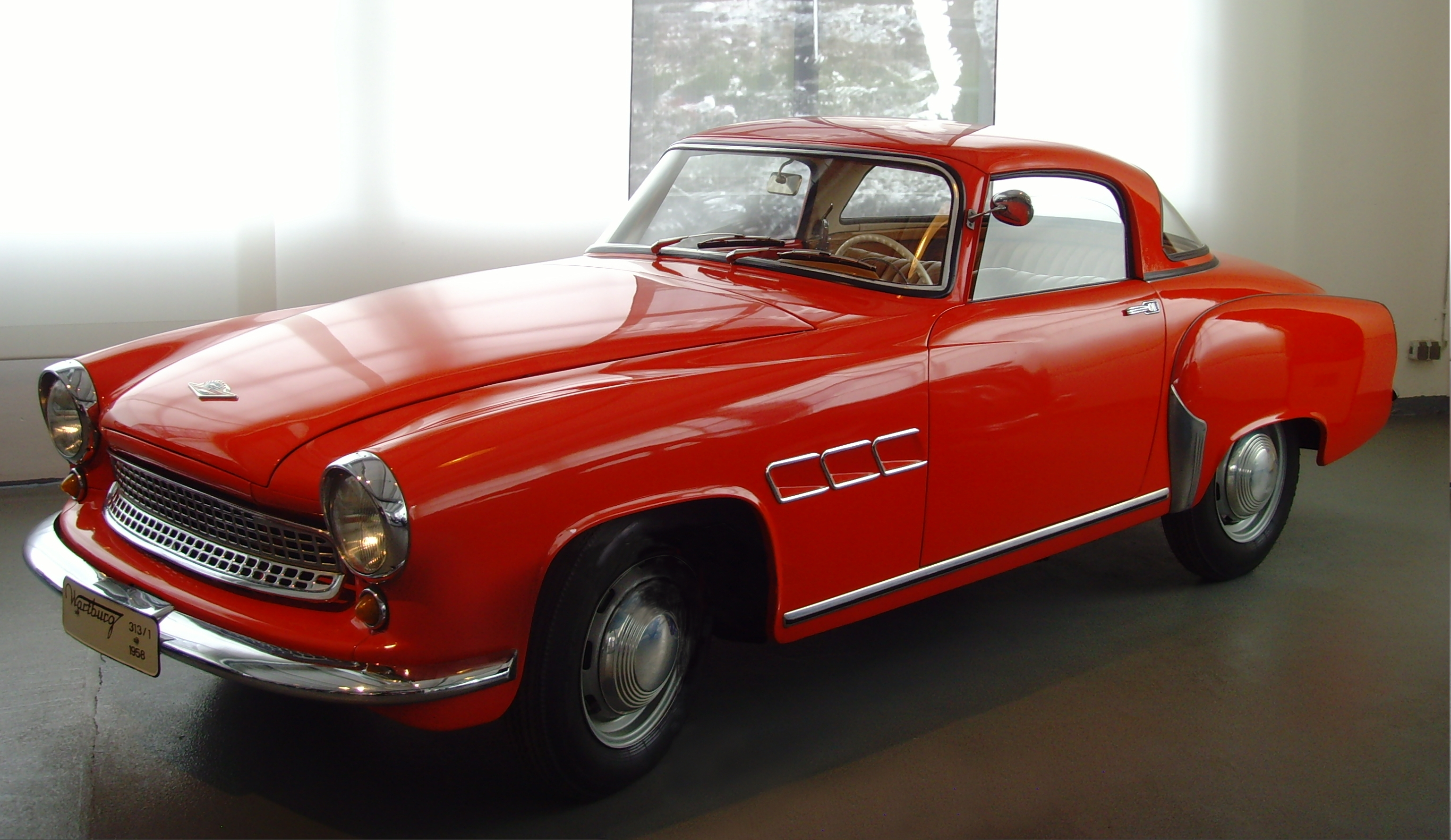
Wartburg 313-1 Sport coupe

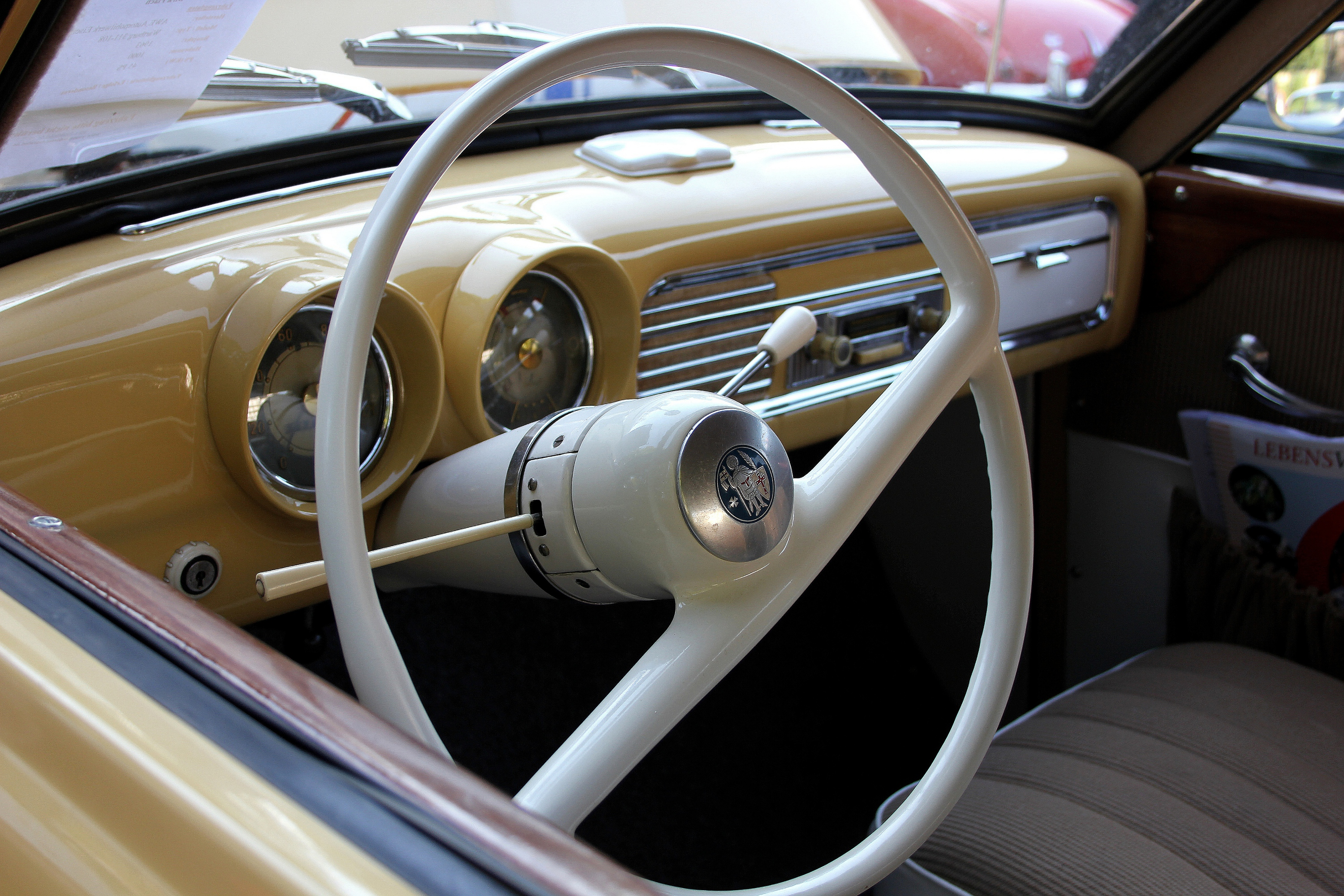
Wnętrze

Na Targach Lipskich w 1956 roku zaprezentowano napędzany dwusuwowym silnikiem samochód Wartburg 311. Nazwa pochodziła od zamku Wartburg znajdującego się na wzgórzach niedaleko fabryki. Produkcję modelu rozpoczęto w Eisenach, gdzie od 1953 roku wytwarzano jedynie samochód IFA F9, na którym Wartburg oparty był pod względem technicznym. Model F9 był przestarzałym pojazdem napędzanym silnikiem dwusuwowym. Nadwozie Wartburga było o 10 cm dłuższe od poprzednika. Do napędu użyto tej samej dwusuwowej jednostki napędowej poddanej nieznacznej modernizacji. Z pojemności 900 cm³ generowała ona moc 37 KM. Napęd przenoszony był poprzez 4-biegową manualną skrzynię biegów na koła przednie.
Wartburg 1000 występował w wielu wersjach nadwoziowych: 4-drzwiowy sedan, 3-drzwiowe kombi, 5-drzwiowe kombi – Camping, pick-up, kabriolet, coupé oraz Sport (zwanej 313).
W 1957 powstał prototyp nowej jednostki napędowej dla Wartburga – nowoczesnego silnika B4 o pojemności 1,1 l, generującego 45 KM. Projekt został jednak zarzucony.
Modelem 311 Niemcy startowali w wielu europejskich i krajowych rajdach – np. Internationale Rallye Wartburg.
W 1962 roku AWE (Automobilwerke Eisenach) zmodernizowało model 311, montując w nim silnik o zwiększonej pojemności do 992 cm³. Dla odróżnienia nazwano go 1000 zamiennie z 312. Po trzech latach do produkcji wprowadzony został model przejściowy. Pozostała znana z 311/312 karoseria, ale pojawiło się nowe podwozie. Nadal była to konstrukcja ramowa, jednak już z niezależnym zawieszeniem na sprężynach zamiast poprzecznych resorów piórowych oraz stabilizatorem tylnego zawieszenia. Modernizację przeszły silnik i skrzynia biegów, miejsce 15-calowych kół zajęły mniejsze, 13-calowe, z rozstawem śrub 4×160. Półosie z homokinetycznymi przegubami zastąpiono nowymi, z podwójnym przegubem Cardana. W oficjalnej nomenklaturze model ten nazywany był nadal 1000, jednak dla odróżnienia od poprzedniej wersji oznaczano go często kodem fabrycznym: 312/1. Przejściówka była produkowana do 1967 roku (równolegle z nowym modelem), a w ofercie pozostawała do 1968 r.
Wartburgi poza krajami znajdującymi się za żelazną kurtyną eksportowano także do Europy Zachodniej, a nawet do obydwu Ameryk.
Wartburg 312 wystąpił w filmie Ida w reżyserii Pawła Pawlikowskiego. Poruszają się nim główne bohaterki filmu, prokurator Wanda Gruz (Agata Kulesza) i tytułowa Ida (Agata Trzebuchowska).
W 1961 roku rozpoczęto produkcję seryjną samochodu dostawczego Barkas B1000, skonstruowanego z wykorzystaniem elementów konstrukcyjnych i jednostki napędowej Wartburga 311.

### Dane techniczne (0.9)
Źródło:

#### Silnik
- R3 0,9 l (900 cm³), dwusuw
- Układ zasilania: gaźnik Jikov
- Średnica cylindra × skok tłoka: 70,00 × 78,00 mm
- Stopień sprężania: 6,6:1
- Moc maksymalna: 37 KM (28 kW) przy 4000 obr./min
- Maksymalny moment obrotowy: 81 N·m przy 2200 obr./min

#### Osiągi
- Przyspieszenie 0-100 km/h: 30 s[5]
- Prędkość maksymalna: 115 km/h[5]
- Średnie zużycie paliwa: 10 l / 100 km[5]

### Dane techniczne (312)
Źródło:

#### Silnik
- R3 1,0 l (993 cm³), dwusuw
- Układ zasilania: gaźnik
- Średnica cylindra × skok tłoka: 73,50 × 78,00 mm
- Stopień sprężania: 7,5:1
- Moc maksymalna: 45 KM (34 kW) przy 4200 obr./min.
- Maksymalny moment obrotowy: 93 N·m przy 2200 obr./min.

#### Osiągi
- Przyspieszenie 0–80 km/h: 15,0 s[13]
- Przyspieszenie 0-100 km/h: 27,5 s
- Prędkość maksymalna: 125 – 130 km/h
- Średnie zużycie paliwa: 9 – 12 l / 100 km[13]

#### Inne
- Najmniejszy promień skrętu: 5,8 m
- Rozstaw kół tył / przód: 1260 mm / 1190 mm
- Opony: 5,60 × 13 cali

## Wartburg 353

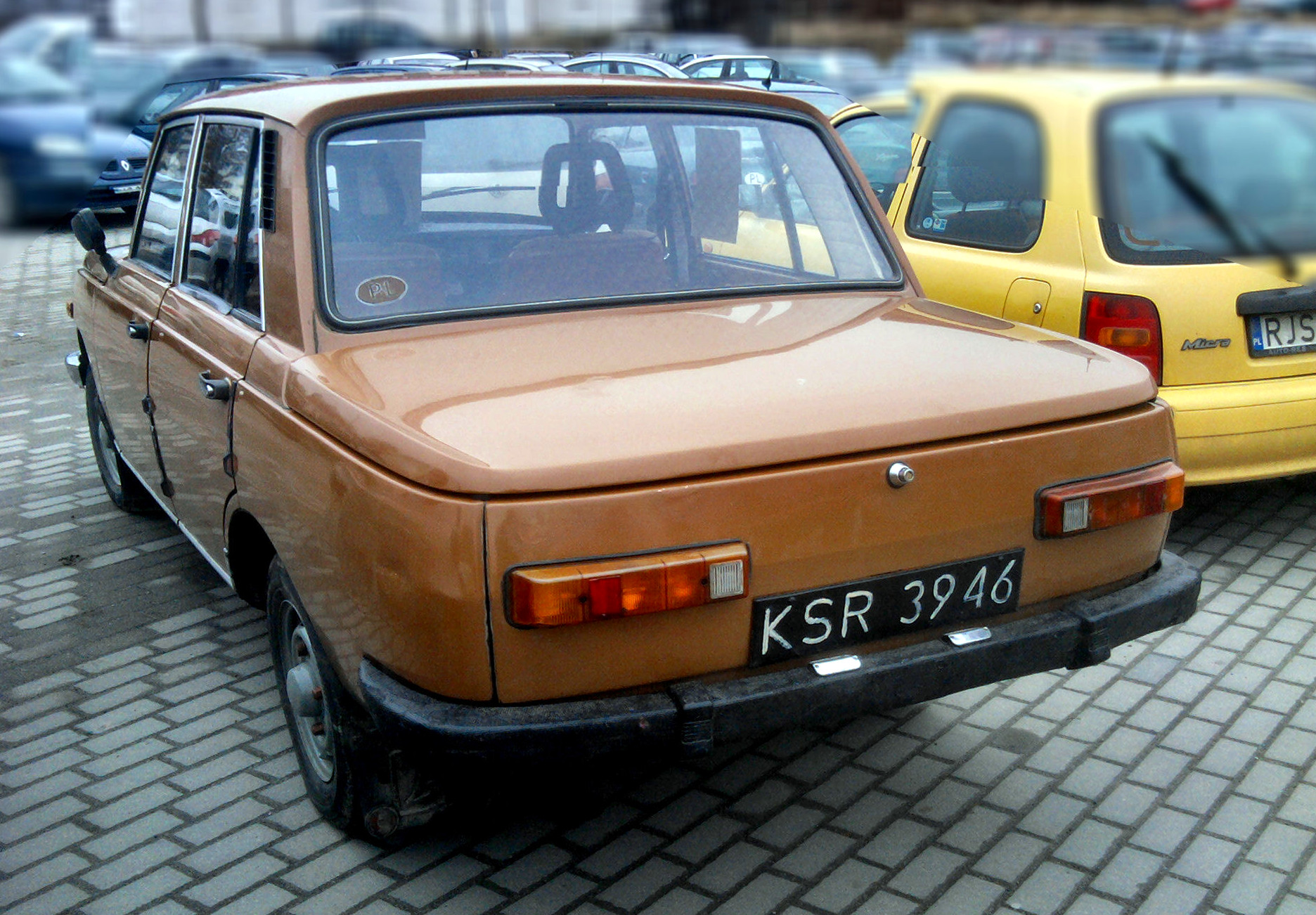
Tył 353

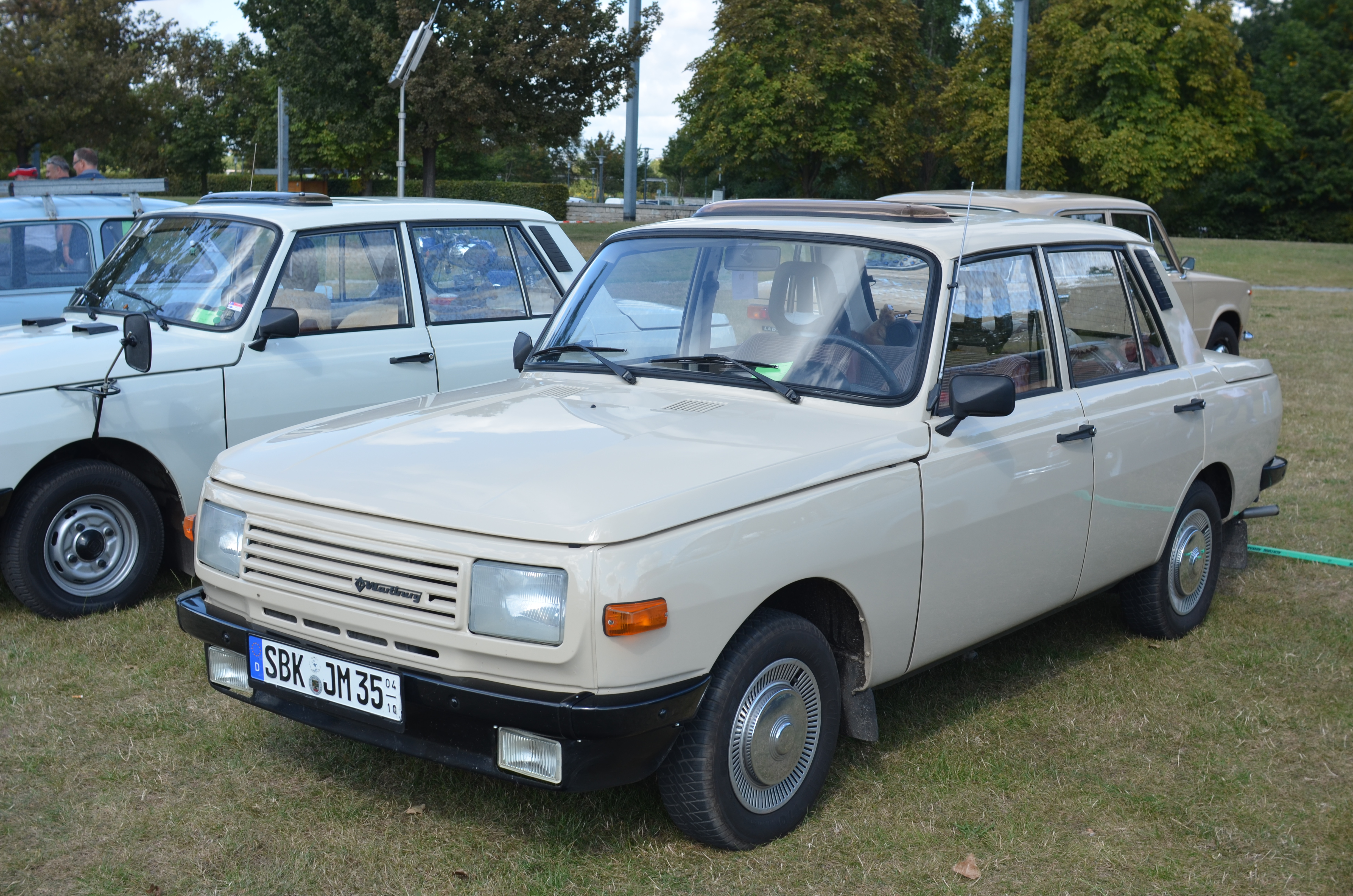
Wartburg 353S po liftingu z 1984 roku

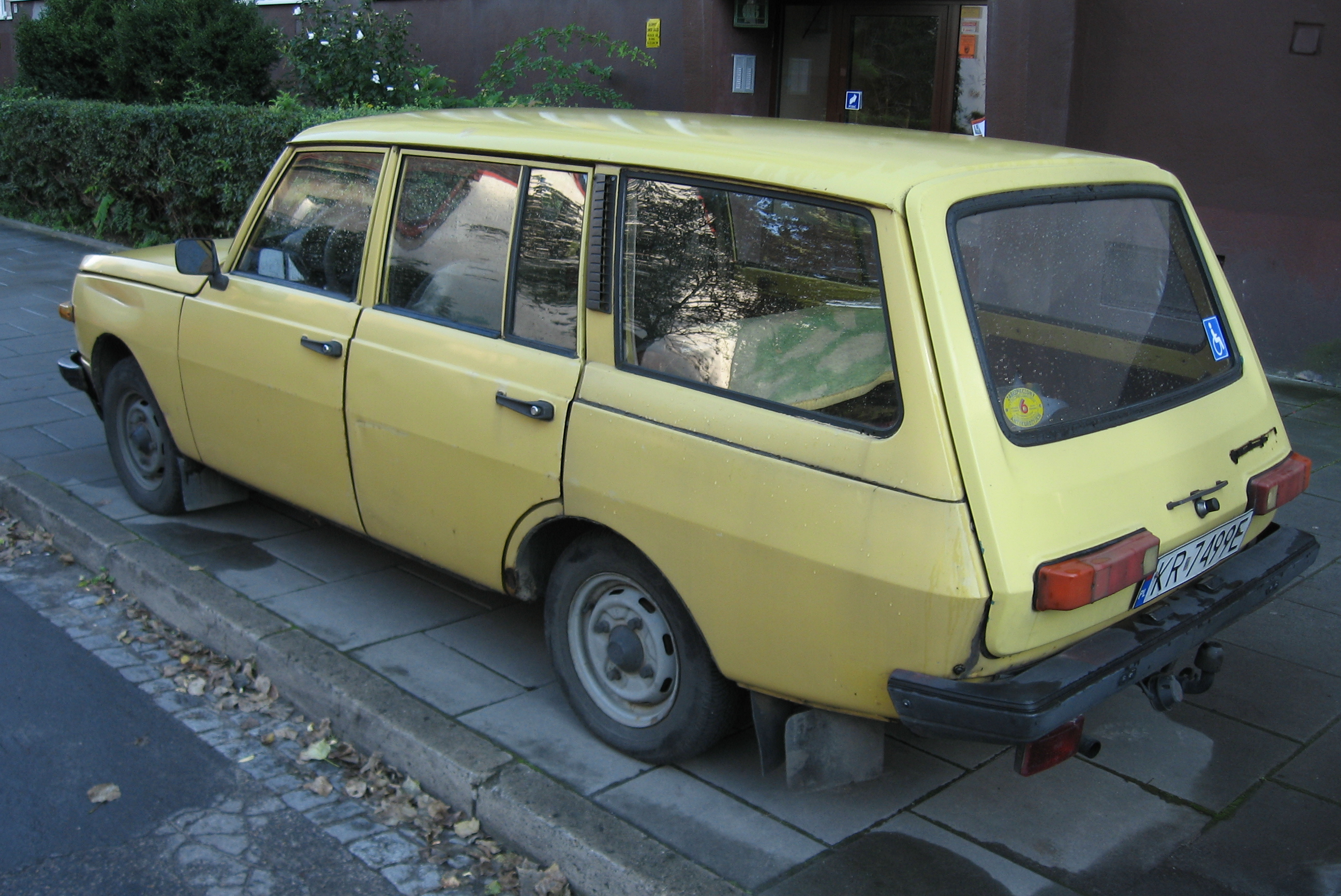
Tył 353S Tourist

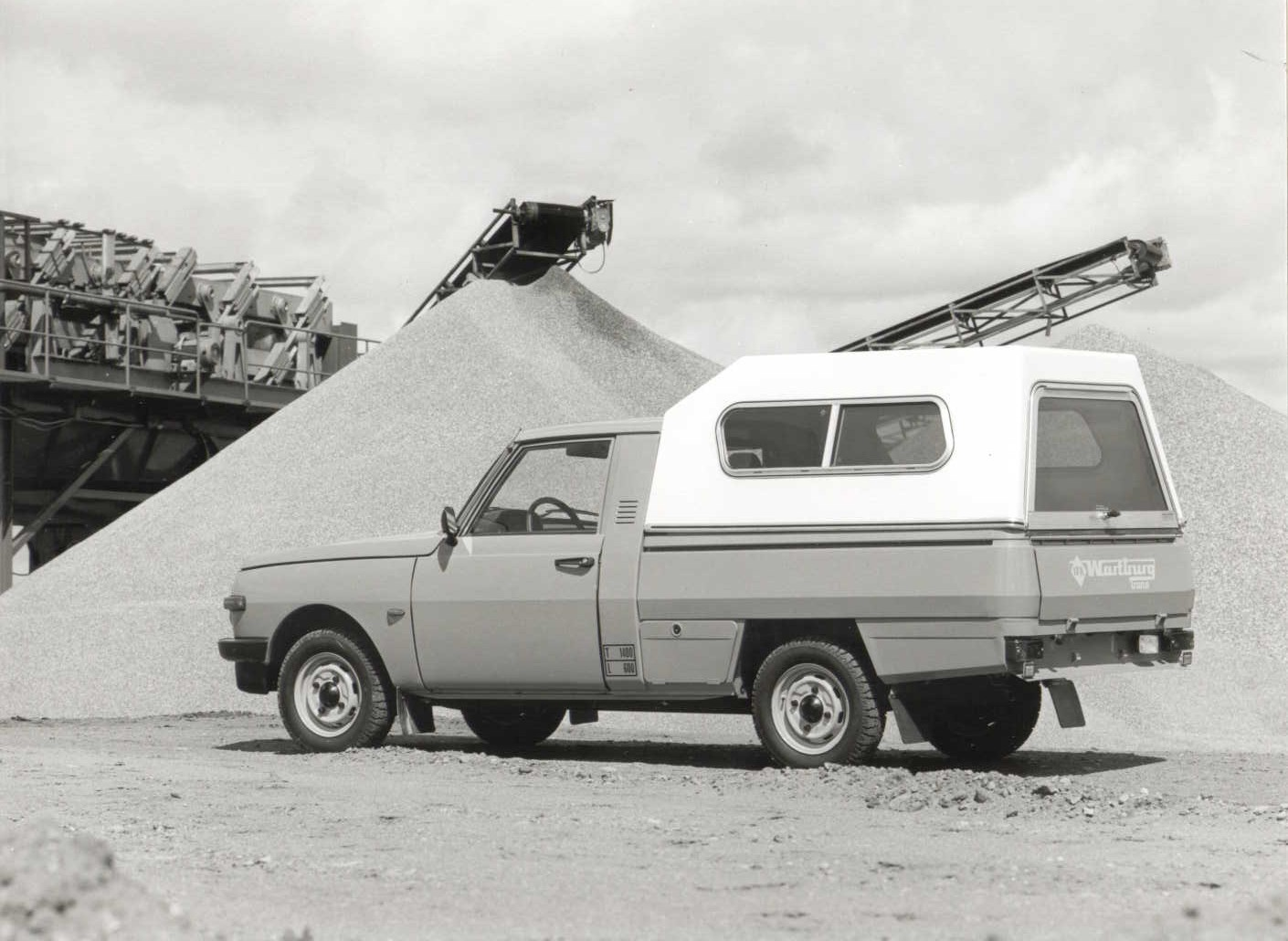
Wartburg 353 Trans (pick-up)

W 1966 pojawił się następca „312” – Wartburg 353. Przez pierwsze lata produkcji model nazywany był przez wytwórnie w NRD jako „Der neue 1000”, oznaczenie 353 zaczęto stosować dopiero po jakimś czasie. Elementy podwozia w stosunku do Wartburga 312 zostały niezmienione, nowością było kanciaste nadwozie, zaprojektowane zgodnie z panującymi wówczas trendami przez Claussa Dietela. Pomimo zwiększonej przestrzeni pasażerskiej cechowało się mniejszą niż u poprzednika długością zewnętrzną (jednakże szerokość była większa). Do napędu użyto znanego z poprzednika dwusuwowego silnika o mocy maksymalnej 45 KM, pozwalał on na osiągnięcie prędkości maksymalnej rzędu 130 km/h, przy średnim zużyciu paliwa 8-9,5 l / 100 km. Zakładany poziom produkcji wynosił około 40 000 sztuk rocznie.
W przednim rzędzie zastosowano dzielone fotele z możliwością regulacji kąta pochylenia oparcia, w wersji de Luxe można było je składać zupełnie, tworząc dwa miejsca do spania. Deska rozdzielcza lakierowana w kolorze nadwozia od 1968 była obijana czarną wykładziną.
Podobnie jak w przypadku wcześniejszego modelu, 353 też doczekał się różnych odmian nadwoziowych, choć ich liczba była znacznie skromniejsza – poza sedanem były to: kombi – Tourist i praktyczny pick-up – Trans (produkowany w latach 1983–1988, powstało 5500 egzemplarzy, w większości przeznaczonych na eksport). W roku 1969 podniesiono moc silnika z 45 do 50 KM. W roku 1975 wprowadzono wersję 353W, która zawierała szereg udoskonaleń: nową zaokrągloną tablicę rozdzielczą i łamaną kolumnę kierownicy, pasy bezpieczeństwa na fotelach przednich i uchwyty dla pasów na tylnej kanapie, dwuobwodowy układ hamulcowy z hamulcami tarczowymi na przedniej osi oraz ulepszonym korektorem siły hamowania na osi tylnej, wzmocnione zamki drzwi, a także prądnicę prądu zmiennego. Zmiany zewnętrzne aż do lat 80. były jednak minimalne. Kolejne zmiany miały miejsce w 1982, wprowadzono matowoczarną kratę atrapy chłodnicy, obwódki reflektorów i zderzaki (w miejsce chromowanych), zastosowano inny gaźnik, zmodyfikowane hamulce bębnowe z tyłu oraz reflektory przednie typu H4. W 1984 wprowadzono ekonomizer oraz zegar wskazujący temperaturę płynu chłodzącego, stan paliwa oraz aktualną ekonomię jazdy.
Ograniczony lifting Wartburg 353 przeszedł dopiero pod koniec 1984, wprowadzono wtedy m.in. jednolity pas przedni w kolorze nadwozia, model ten oznaczono jako 353S. Przesunięto chłodnicę do przodu, zmieniono sprzęgło oraz układ przełączników klimatyzacji we wnętrzu samochodu. Na życzenie klient mógł zamówić dźwignię zmiany biegów w podłodze niemal od samego początku produkcji. W Polsce ta opcja była jednak rzadko spotykana i można ją było zauważyć szerzej w ostatnich latach produkcji, od około 1986 roku. Samochód wyróżniał się pojemnym bagażnikiem, w wersji sedan – 525 l, w kombi po złożeniu kanapy – 2000 l. W roku 1969 zaprezentowano oparte na 353 dwumiejscowe sportowe auto Wartburg Melkus RS1000, jego produkcja trwała do roku 1980, powstało 101 egzemplarzy.
Samochody Wartburg 353 były przedmiotem szerokiego eksportu, przede wszystkim do krajów bloku wschodniego. Największa liczba była eksportowana do Czechosłowacji (ponad 100 tysięcy do 1980 roku), lecz licznie spotykane były także w Polsce. Wersja eksportowa na rynek brytyjski nosiła nazwę Wartburg Knight, jej importu zakazano w roku 1974 z powodu niespełniania norm emisji spalin. Problem ten rozwiązywano, montując do nowych pojazdów silniki czterosuwowe pochodzące z samochodu Morris Marina.
Wersja eksportowa na rynek norweski nosiła nazwę Wartburg President, pojazd był w sprzedaży do roku 1970.
353 był praktycznie ostatnią prawdziwą nowością w historii tego wschodnioniemieckiego producenta. Pomimo wielu modernizacji, z których najbardziej widoczną przeprowadzono w 1985, zmieniając m.in. pas przedni, auta te ze swoim „kołyszącym się”, ramowym podwoziem coraz bardziej odstawały od zachodniej konkurencji. Poważniejsze zmiany konstrukcyjne były nieuniknione – na wdrożenie całkiem nowego modelu (prototypy 360, 610m) nie było pieniędzy i zgody władz państwowych.
Zakłady próbowały ratować wizerunek swoich produktów biorąc nadal udział w licznych, renomowanych imprezach sportowych. Jednak startujący w latach osiemdziesiątych rajdowy model 353 WR wyglądał groteskowo przy kilkusetkonnych Audi i Lanciach.

### Dane techniczne
Źródło:

#### Silnik
|                                              | 353.0                             | 353.1                                  | 353.1                               |                                     |                                     |                                     |                                     |
| Okres produkcji                              | 06/1966–05/1969                   | 05/1969–04/1982                        | 04/1982–10/1988                     |                                     |                                     |                                     |                                     |
| Typ silnika                                  |                                   |                                        |                                     |                                     |                                     |                                     |                                     |
| Rodzaj budowy silnika                        | Silnik dwusuwowy R3               | Silnik dwusuwowy R3                    | Silnik dwusuwowy R3                 | Silnik dwusuwowy R3                 | Silnik dwusuwowy R3                 | Silnik dwusuwowy R3                 |                                     |
| Typ gaźnika                                  | BVF 36 F1-11                      | BVF 40 F1-11 BVF 40 F1-15 BVF 40 F2-11 | Jikov 32 SEDR 3256                  |                                     |                                     |                                     |                                     |
| Chłodzenie                                   | Chłodzenie cieczą                 | Chłodzenie cieczą                      | Chłodzenie cieczą                   | Chłodzenie cieczą                   | Chłodzenie cieczą                   | Chłodzenie cieczą                   |                                     |
| Średnica × skok tłoka                        | 73,5 × 78 mm                      | 73,5 × 78 mm                           | 73,5 × 78 mm                        | 73,5 × 78 mm                        | 73,5 × 78 mm                        | 73,5 × 78 mm                        |                                     |
| Pojemność skokowa                            | 992 cm³                           | 992 cm³                                | 992 cm³                             | 992 cm³                             | 992 cm³                             | 992 cm³                             |                                     |
| Stopień sprężania                            | 7,5:1                             | 7,5:1                                  | 7,5:1                               | 7,5:1                               | 7,5:1                               | 7,5:1                               |                                     |
| Maksymalna moc                               | 33 kW (45 KM) przy 4200 obr./min. | 36,8 kW (50 KM) przy 4250 obr./min.    | 36,8 kW (50 KM) przy 4250 obr./min. | 36,8 kW (50 KM) przy 4250 obr./min. | 36,8 kW (50 KM) przy 4250 obr./min. | 36,8 kW (50 KM) przy 4250 obr./min. | 36,8 kW (50 KM) przy 4250 obr./min. |
| maksymalny moment obrotowy                   | 93 Nm przy 3000 obr./min.         | 100 Nm przy 3000 obr./min.             | 100 Nm przy 3000 obr./min.          | 100 Nm przy 3000 obr./min.          | 100 Nm przy 3000 obr./min.          | 100 Nm przy 3000 obr./min.          | 100 Nm przy 3000 obr./min.          |
| Przenoszenie napędu                          |                                   |                                        |                                     |                                     |                                     |                                     |                                     |
| Typ napędu                                   | Napęd przedni                     | Napęd przedni                          | Napęd przedni                       | Napęd przedni                       | Napęd przedni                       | Napęd przedni                       |                                     |
| Skrzynia biegów                              | 4-biegowa ręczna                  | 4-biegowa ręczna                       | 4-biegowa ręczna                    | 4-biegowa ręczna                    | 4-biegowa ręczna                    | 4-biegowa ręczna                    |                                     |
| Osiągi (limuzyna)                            |                                   |                                        |                                     |                                     |                                     |                                     |                                     |
| Prędkość maksymalna                          | b.d.                              | 130 km/h                               | 130 km/h                            | 130 km/h                            | 130 km/h                            | 130 km/h                            | 130 km/h                            |
| Przyspieszenie, 0–80 km/h                    | b.d.                              | 14-15 s                                | 14-15 s                             | 14-15 s                             | 14-15 s                             | 14-15 s                             | 14-15 s                             |
| Zużycie paliwa na 100 km (w cyklu mieszanym) | b.d.                              | 8,5-9,8 l                              | 8,5-9,8 l                           | 8,5-9,8 l                           | 8,5-9,8 l                           | 8,5-9,8 l                           | 8,5-9,8 l                           |
| Osiągi (Tourist)                             |                                   |                                        |                                     |                                     |                                     |                                     |                                     |
| Prędkość maksymalna                          | b.d.                              | 125 km/h                               | 125 km/h                            | 125 km/h                            | 125 km/h                            | 125 km/h                            | 125 km/h                            |
| Przyspieszenie, 0–80 km/h                    | b.d.                              | 14-15 s                                | 14-15 s                             | 14-15 s                             | 14-15 s                             | 14-15 s                             | 14-15 s                             |
| Zużycie paliwa na 100 km (w cyklu mieszanym) | b.d.                              | do 10 l                                | do 10 l                             | do 10 l                             | do 10 l                             | do 10 l                             | do 10 l                             |

#### Zawieszenie
- Zawieszenie przednie: sprężyny śrubowe, amortyzatory teleskopowe oraz dwa wahacze poprzeczne na koło
- Zawieszenie tylne: sprężyny śrubowe, amortyzatory teleskopowe oraz po jednym wahaczu skośnym na koło

## Wartburg 1.3

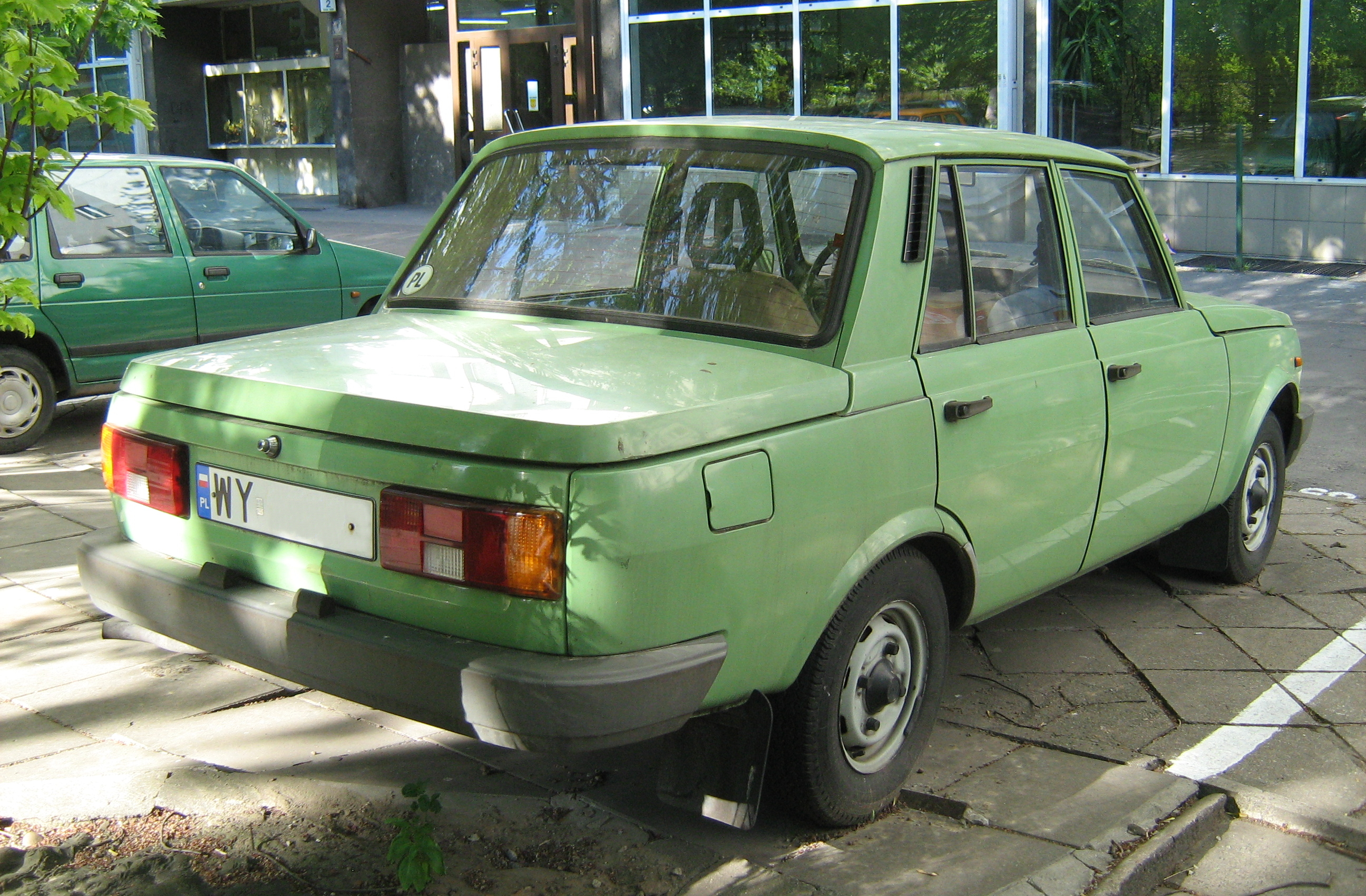
Tył 1.3 w wersji sedan

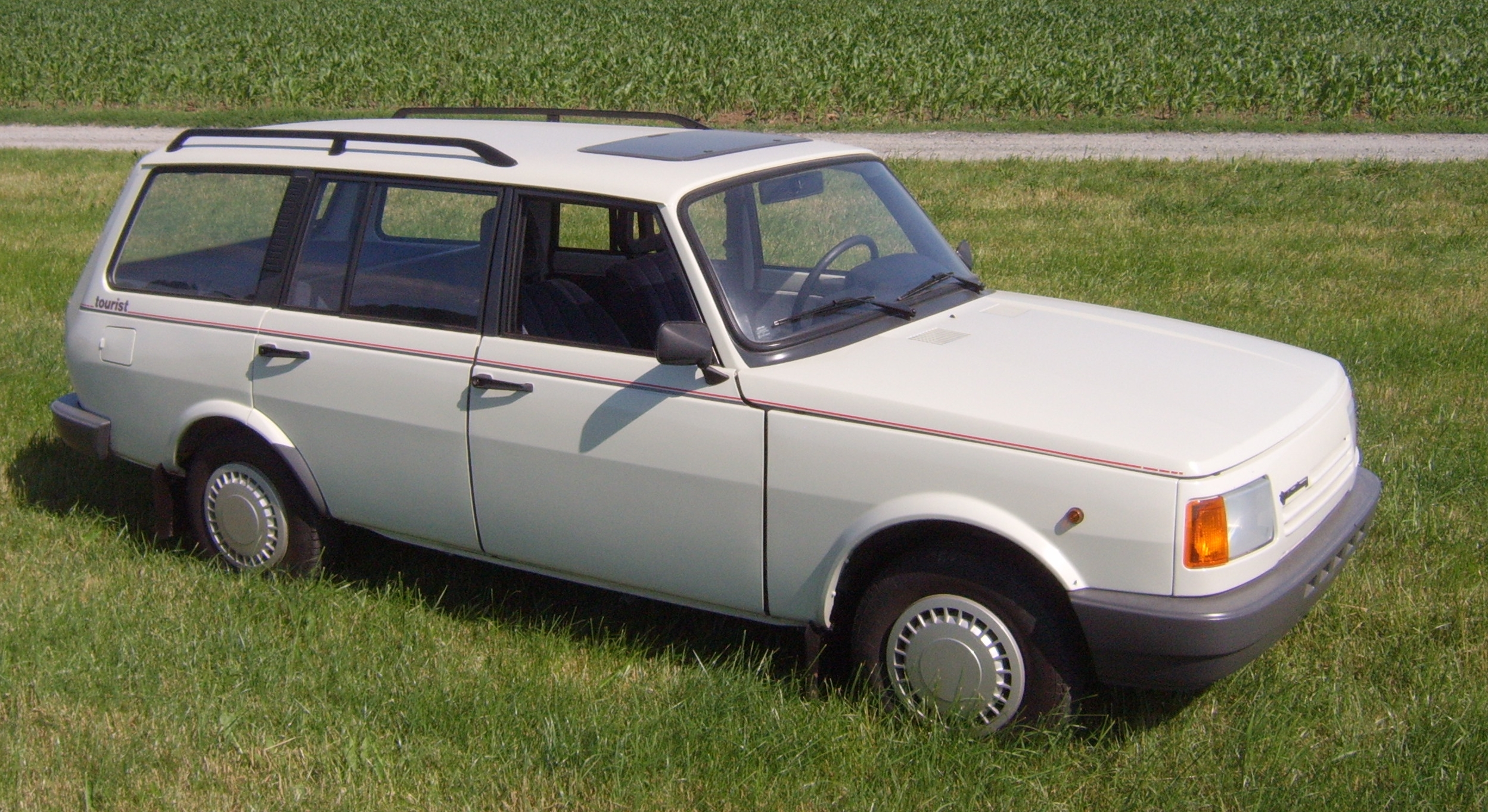
Wartburg 1.3 Tourist

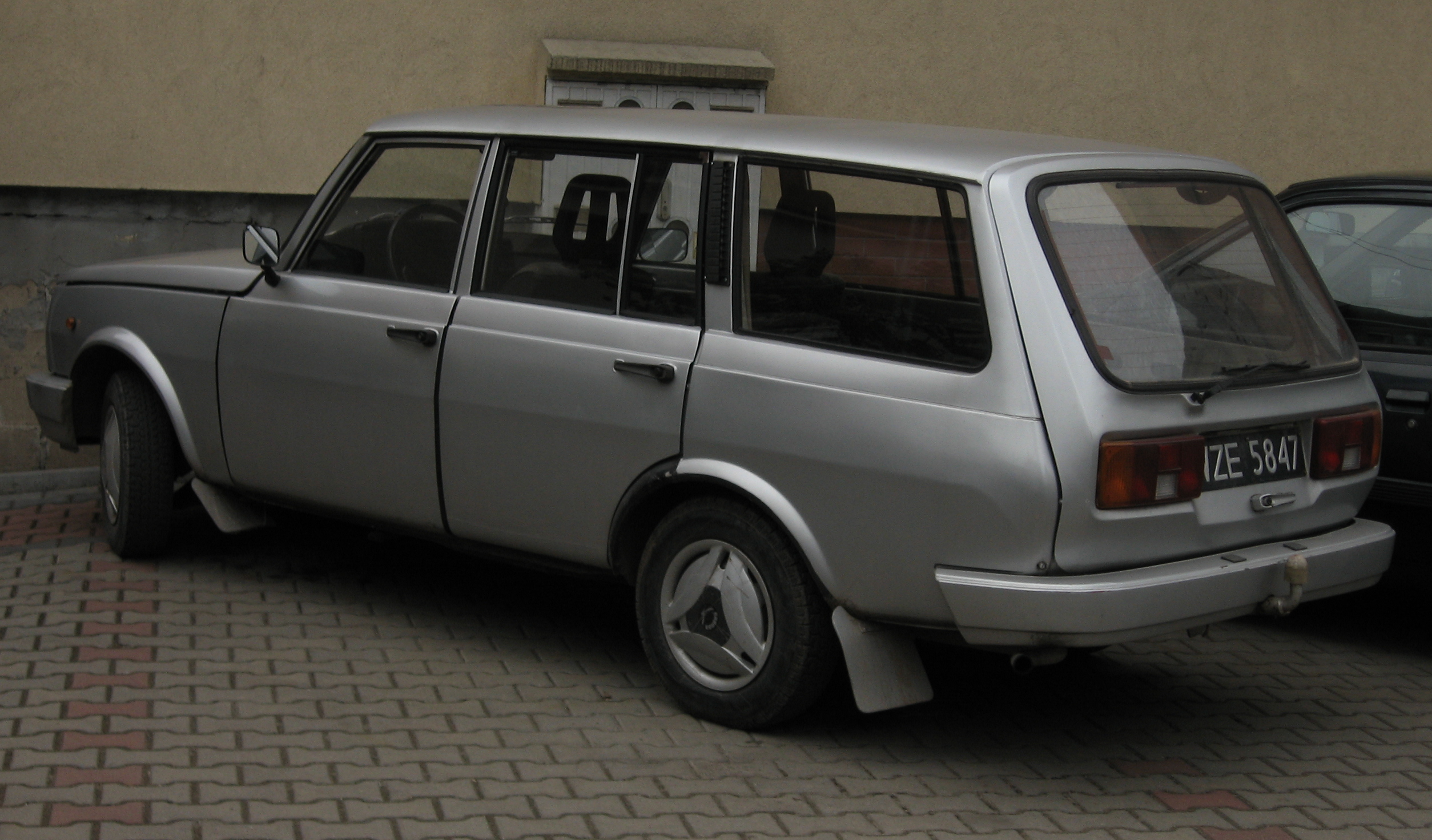
Tył 1.3 Tourist

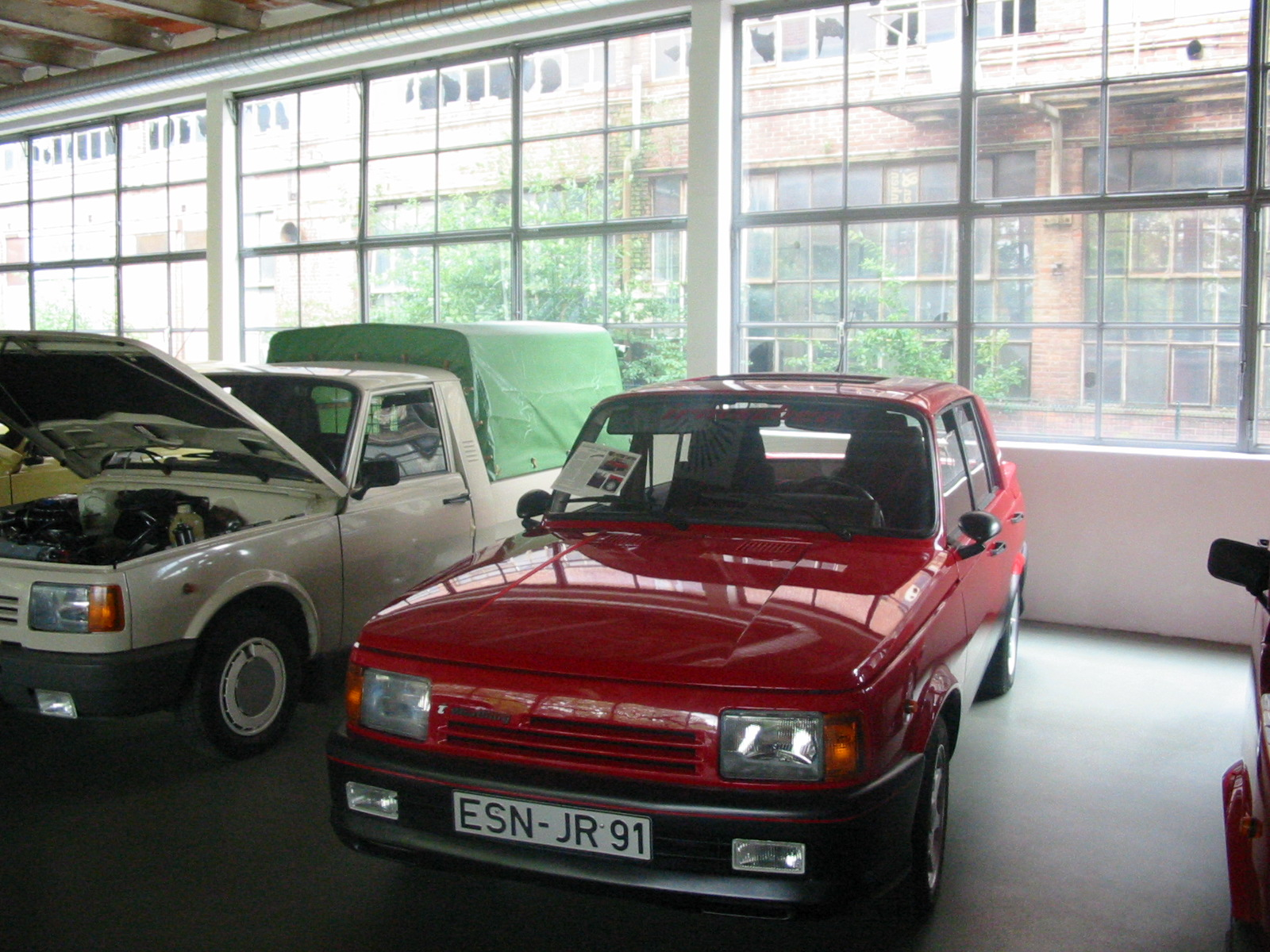
Wartburg 1.3 „New Line” oraz 1.3 Trans

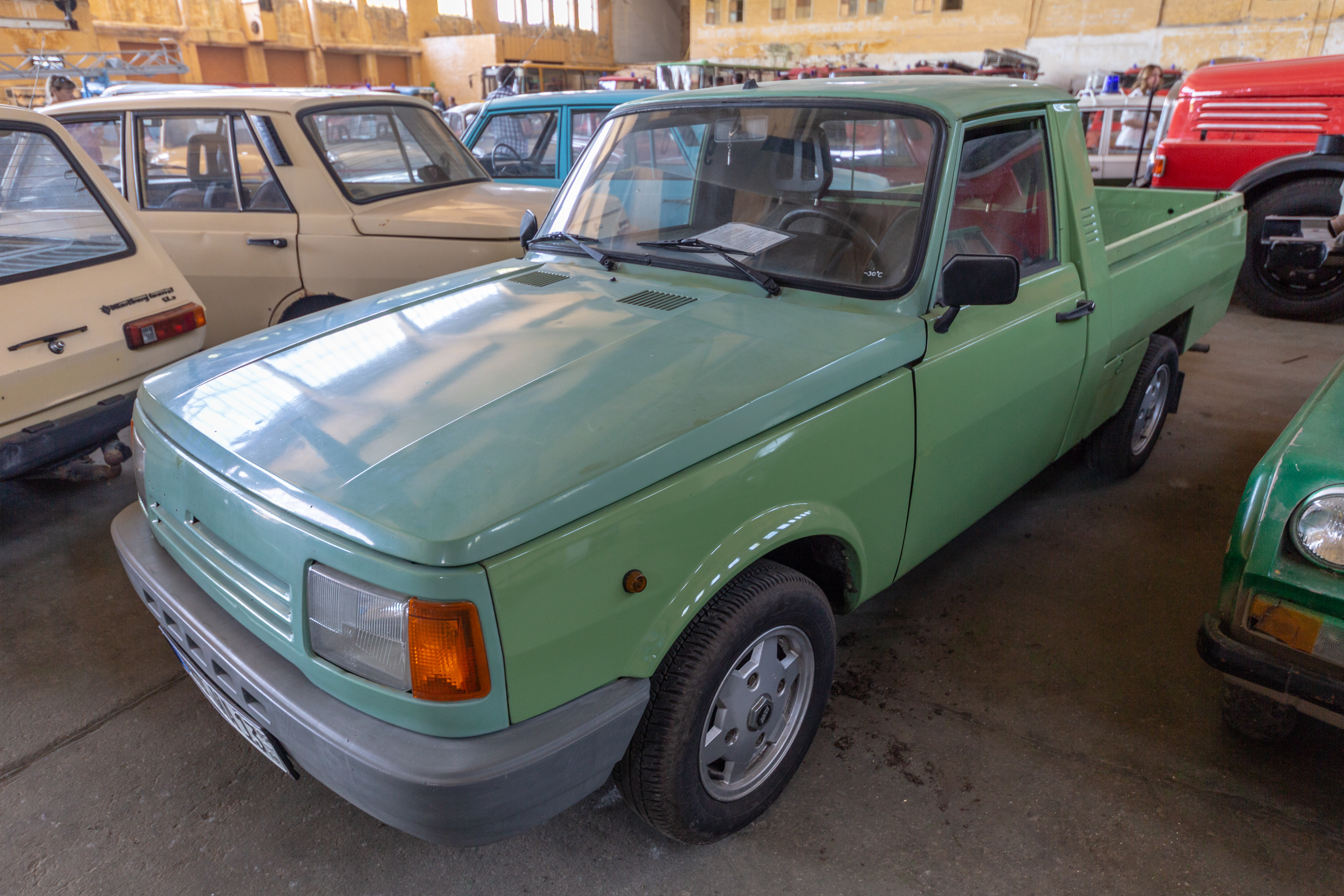
Wartburg 1.3 Trans

W 1988 przy współpracy z Volkswagenem zaprezentowano w końcu model 1.3 – ostatnie wcielenie „353”. Samochód wyposażono w czterosuwowy silnik VW stosowany między innymi w modelu Golf II, od którego pojemności wzięto nazwę, 4-biegową skrzynię biegów własnej konstrukcji (stworzono ją w zakładach produkujących Trabanta – w Zwickau) oraz wiele zmienionych elementów nadwozia: zderzaki z tworzywa (przedni pełnowymiarowy), nowe tylne i przednie lampy – wraz z kierunkowskazami płynnie wkomponowane w karoserię. Poprawiono również wyposażenie wnętrza, w ostatniej serii z 1991 roku montując fotele kubełkowe pochodzące z Opla oraz welurową tapicerkę. Na tle konkurencji samochód wyróżniał się brakiem wspomagania układu hamulcowego. Podobnie jak poprzednik, samochód wyposażony był w pojemny bagażnik.
Wartburg 1.3 dostępny był w trzech wersjach nadwozia: Limousine, Tourist (kombi) i rzadko spotykany Trans (dwudrzwiowy pick-up). Modele oznaczone jako 1.3 S posiadały dodatkowo ręcznie odsuwany szyberdach oraz przednie światła przeciwmgłowe wbudowane w zderzak.
To wszystko łącznie z najważniejszą nowością – silnikiem – nie pomogło w uratowaniu sprzedaży. Ostatnią deską ratunku było zamówienie z Grecji, ale żaden bank nie chciał skredytować podupadających zakładów. Przypieczętowaniem końca historii Wartburga były zmiany polityczne w Europie Środkowej, w tym upadek Muru Berlińskiego i napływ na tereny NRD tanich, używanych aut z zachodu. Ostatni Wartburg zjechał z taśmy produkcyjnej 10 kwietnia 1991 roku. Obecnie zakłady w Eisenach należą do koncernu Stellantis i produkuje się w nich różne modele Opla.

### Dane techniczne (1.3)
Źródło:

#### Silnik
- R4 1,3 l (1272 cm³), SOHC
- Układ zasilania: gaźnik
- Średnica cylindra × skok tłoka: 75,00 × 72,00 mm
- Stopień sprężania: 9,5:1
- Moc maksymalna: 58 KM (42,5 kW) przy 5400 obr./min.
- Maksymalny moment obrotowy: 96 N·m przy 3500 obr./min.
- Dopuszczalna masa całkowita: 1327 kg [1410 kg]

#### Osiągi
- Przyspieszenie 0-100 km/h: 17,5 s (18 s kombi)
- Prędkość maksymalna: 148 (145) km/h
- Średnie zużycie paliwa: 8,0 l / 100 km[19]
- masa przyczepy bez hamulca (z hamulcem): 500 kg (650 kg)

## Prototypy

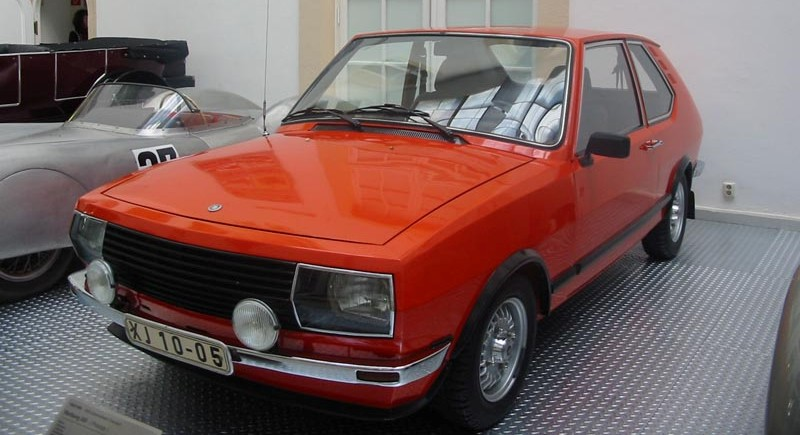
Wartburg 355

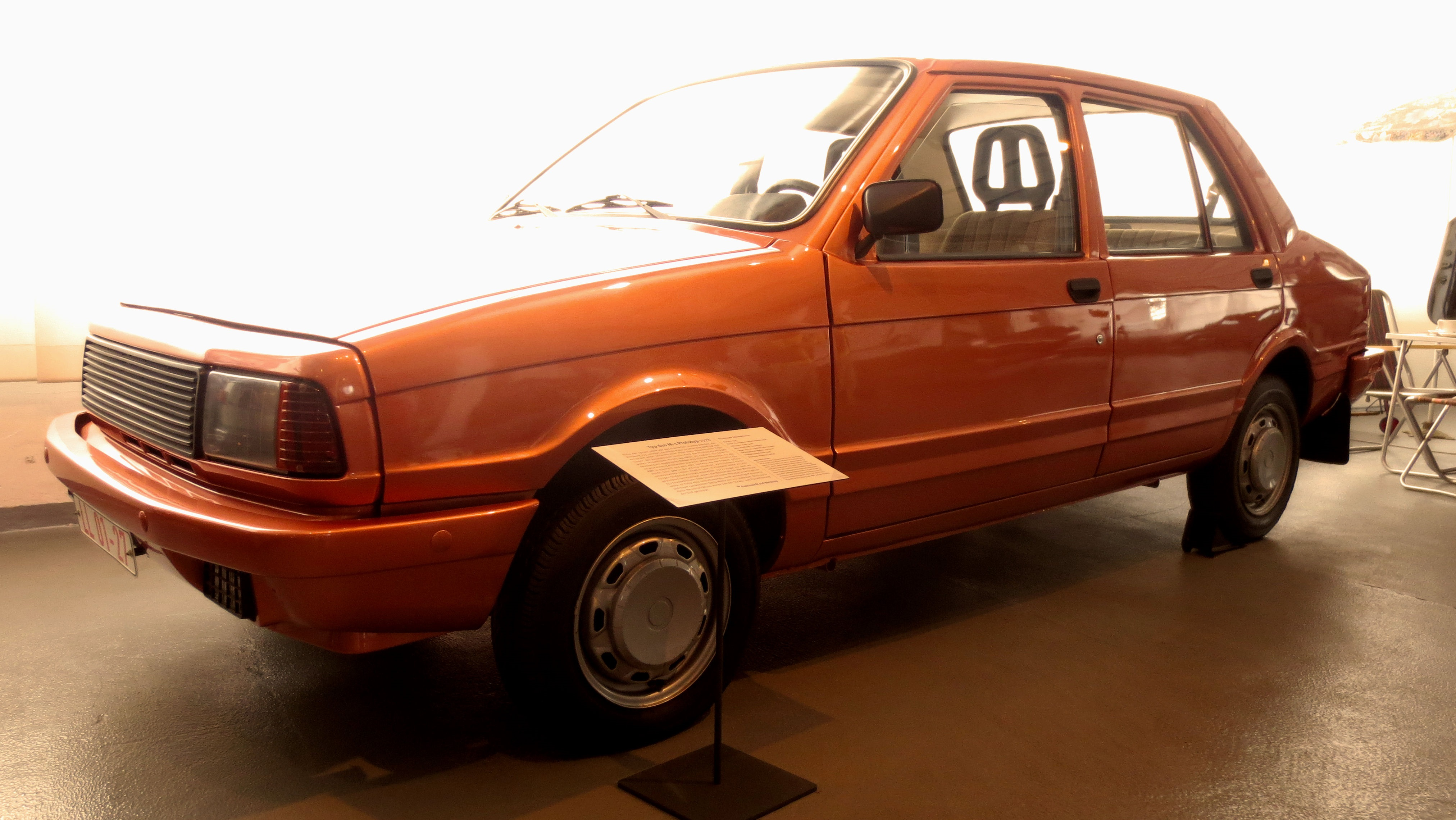
Wartburg 610 M-1

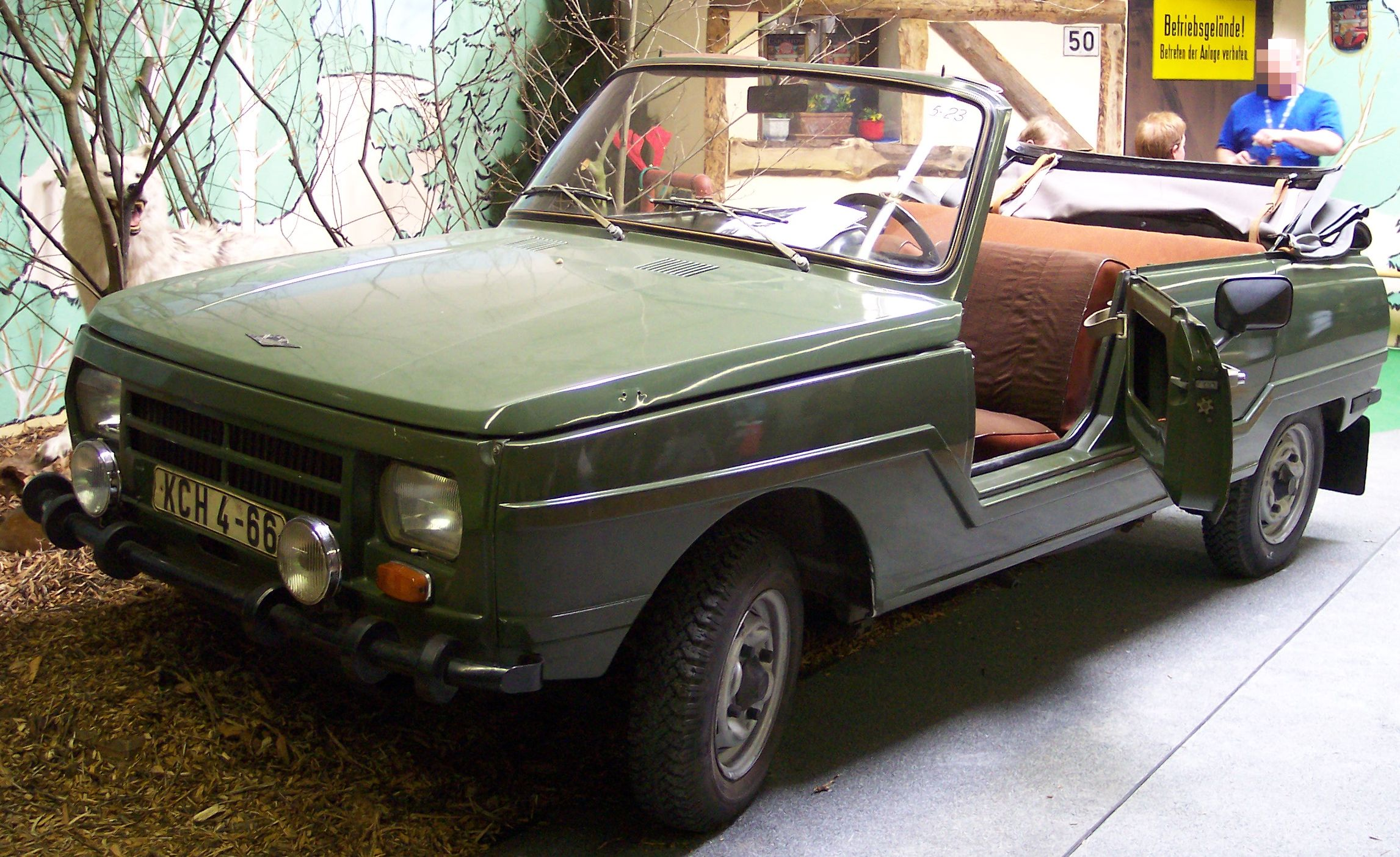
Wartburg 353/400 Kübel

### 355
W latach 1968–1969 na bazie modelu 353 opracowywano prototypy trzydrzwiowego hatchbacka (coupé) o nazwie Wartburg 355. Prototypy istniały w dwóch wariantach jednostki napędowej: produkcji Renault o pojemności 1397 cm³ i mocy 54 kW oraz dwusuwowej znanej z seryjnego Wartburga, jednak wzmocnionej o 5 KM i osiągającej w efekcie 142 km/h. Masa własna modelu z silnikiem dwusuwowym wynosiła 840 kg. Powstało 6 egzemplarzy.

### 360
W 1974 roku z okazji 25-lecia Niemieckiej Republiki Demokratycznej stworzono prototyp samochodu Wartburg 360, który cechował się nowoczesnym nadwoziem. Ostatecznie samochód nie wszedł do produkcji seryjnej i prawdopodobnie prototyp nie zachował się do dziś.

### 610 M-1
W 1978 roku wykonano prototyp Wartburg 610 M-1. Samochód zaznaczał się nowoczesną stylistyką na ówczesne czasy. Pojazd wyposażono w silnik Dacii o pojemności 1289 cm³ i mocy 54 KM (39 kW), który osiągał 139 km/h. Masa własna wynosiła 860 kg.

### 353/400 Kübel
W 1975 roku stworzono samochód na bazie Wartburga przeznaczony dla armii. Pojazd miał nadwozie z tworzyw sztucznych oraz był zdolny do pływania na wiosłach. Prędkość maksymalna wynosiła 95 km/h. Po stworzeniu 7 prototypów samochód ostatecznie nie wszedł do produkcji seryjnej ze względu na tańszą opcję w postaci Trabanta Kübelwagen. Wymiary długość/szerokość/wysokość: 3860 mm/1750 mm/1550 mm.

## Poziom produkcji

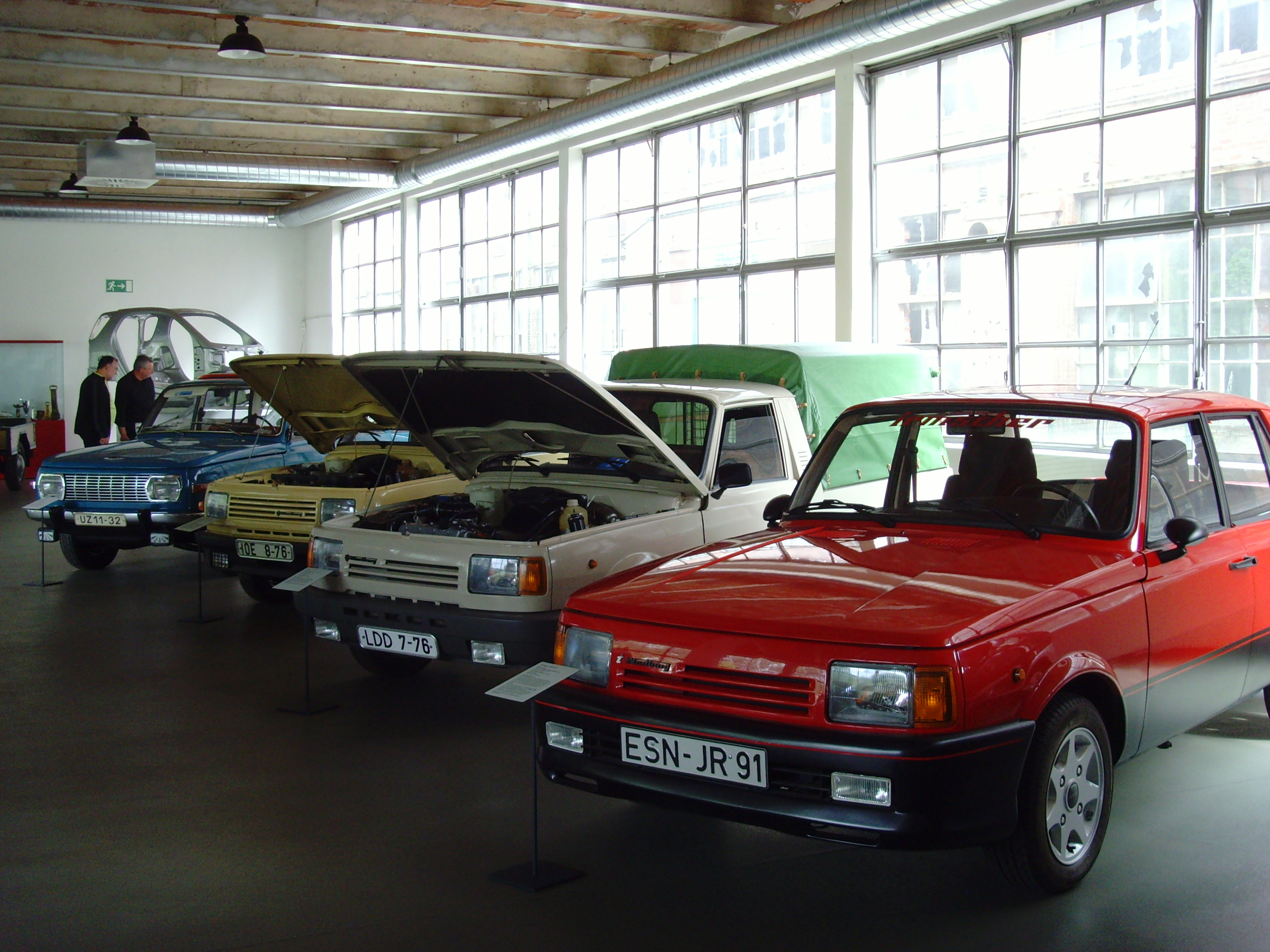
Wartburgi (353, 353W, 1.3 Trans oraz 1.3 New Line) na wystawie w muzeum urządzonym w fabryce Automobilwerk Eisenach, gdzie powstawały Wartburgi

| Model       | Rok  | Produkcja |
| ----------- | ---- | --------- |
| 311         | 1955 | 00.162    |
| 311         | 1956 | 14 223    |
| 311 i 313-1 | 1957 | 23 285    |
| 311 i 313-1 | 1958 | 24 326    |
| 311 i 313-1 | 1959 | 29 020    |
| 311 i 313-1 | 1960 | 28 801    |
| 311         | 1961 | 30 232    |
| 311-1000    | 1962 | 26 209    |
| 311-1000    | 1963 | 30 003    |
| 311-1000    | 1964 | 31 998    |
| 311-1000    | 1965 | 20 669    |
| 312         | 1965 | 11 035    |
| 312         | 1966 | 18 570    |
| 312         | 1967 | 04142     |
| 353         | 1966 | 14 005    |
| 353         | 1967 | 30 438    |
| 353         | 1968 | 34 873    |
| 353         | 1969 | 37 447    |
| 353         | 1970 | 40 411    |
| 353         | 1971 | 43 200    |
| 353         | 1972 | 45 676    |
| 353         | 1973 | 48 470    |
| 353         | 1974 | 51 813    |
| 353         | 1975 | 09997     |
| 353 W       | 1975 | 44 043    |
| 353 W       | 1976 | 55 510    |
| 353 W       | 1977 | 57 565    |
| 353 W       | 1978 | 58 732    |
| 353 W       | 1979 | 56 318    |
| 353 W       | 1980 | 58 325    |
| 353 W       | 1981 | 60 133    |
| 353 W       | 1982 | 61 300    |
| 353 W       | 1983 | 64 000    |
| 353 W       | 1984 | 72 000    |
| 353 W       | 1985 | 74 000    |
| 353 W       | 1986 | 74 231    |
| 353 W       | 1987 | 71 520    |
| 353 W       | 1988 | 59 992    |
| 353 W       | 1989 | 01191     |
| 1.3         | 1988 | 12 303    |
| 1.3         | 1989 | 70 204    |
| 1.3         | 1990 | 63 068    |
| 1.3         | 1991 | 07200     |

## Zakłady produkcyjne
Od 1966 roku w produkcję Wartburga obok macierzystego AWE Eisenach zaangażowane były cztery inne zakłady kooperacyjne:
- VEB Karosseriewerke Halle (nadwozia dla wersji Tourist)
- VEB Karosseriewerk Dresden/Radeberg (nadwozia dla wersji Tourist)
- VEB Automobilwerke Ludwigsfelde (produkcja dostawczej wersji Trans u boku pojazdów ciężarowych IFA W50 i L60)
- VEB Waggonbau Gotha (podwozia dla modeli 353W i 1.3)